# Los Lirios (Logroño)
Los Lirios (también denominado Los Lirios del Iregua) es un barrio de Logroño ubicado en el distrito Este. Fue edificado a partir de 2002.

## Descripción
La Zona Los Lirios de Logroño es una zona residencial nueva, comenzó a iniciarse en el 2002. En este sector, el Ayuntamiento de Logroño destinó varias parcelas privadas para edificios residenciales, otra parcela para integrar un gran parque, el de Los Lirios, y una superficie de grandes dimensiones para la construcción de un gran centro comercial . La zona empezó funcionar en casi su totalidad en el 2007-2008, fecha en la que se acabaron la mayoría de los edificios existentes y época en la que el Centro Comercial Berceo abre sus puertas con una amplia variación de tiendas de todo tipo, un hipermercado de la cadena Carrefour, una gasolinera y una gran variedad de establecimientos de restauración.
Esta zona tiene acceso directo al Parque del Iregua ideal para cualquier tipo de actividad, rodeado de naturaleza y tranquilidad y un desintoxicante de la contaminación de la ciudad. También se puede disfrutar del denominado Parque de Los Lirios, que tiene una extensión de 6.500 m² y que suelen disfrutar muchos niños de la zona, sin olvidar la influencia del barrio de Varea, próximo a la zona. Este sector tiene una muy buena comunicación desde donde venir sin pasar por el centro de la ciudad. En general es una zona más que consolidada y en el tema de vivienda es un sector que ha absorbido prácticamente el 90% de las viviendas construidas en el sector.
Por todo ello se considera que es una zona muy bonita y atractiva para vivir, muy cómoda en cuestión de servicios y muy bien comunicada con el resto de la ciudad.

## Historia

### Expansión (Plan General)
Por orden del Ayuntamiento de Logroño, en El Plan General de Ordenación Urbana de 2002, que es la figura de planeamiento que establece la Ley de Ordenación del Territorio y Urbanismo de La Rioja para realizar la ordenación urbanística integral del municipio. En el Plan Parcial Los Lirios, se construyeron las divinas casas que se encuentran actualmente terminando la obra durante el año 2007. Se encuentra situado en el sector Este de la ciudad, en un terreno horizontal que caen la zona Sur hacia la vía del ferrocarril.

### Finalización
Entre los años 2007-2008 se acabó la obra y se llevaron a cabo numerosos proyectos inmobiliarios. Limita por el Oeste con la carretera de circunvalación, por el Norte con el sector Río Lomo, por el Este con la ribera del río Iregua y por el Sur con la vía del ferrocarril. Se intenta dar una novedosa imagen a la ciudad por los flancos Sur, Este y Oeste teniendo en cuenta su carácter de límite.
El carácter de límite se acentúa con la recuperación de la ribera del río Iregua y la posterior construcción de un parque de ribera. Para dar importancia a lo peatonal se refuerza para el viario rodado la circunvalación como alternativa de paso así como que la avenida principal soporte el mayor tráfico interior, siendo así la vía vertebradora del sector. La conexión transversal se favorece mediante una rotonda en el eje principal de la propuesta. Los límites del sector y la geometría que requieren los espacios públicos son las que guían la geometría de las edificaciones facilitando la identificación del espacio público y el diálogo entre interior-exterior.

### La asociación y sus necesidades
La población no es grande debido a la falta de servicios básicos como un centro sanitario o una escuela, que provocó unos tiempos de protestas, creando la AA.VV Los Lirios, presidida por Enrique Cabezón. Principalmente se luchó por una pasarela que uniera el subsector del Seminario con el barrio para "dotar a este barrio de una comunicación más directa con el centro, ganando en comodidad y en seguridad” según señaló el exportavoz de la Junta, Miguel Sainz.
Tras este problema se dieron cuenta de la falta de una escuela pública en el barrio y reclamaron por él. Más tarde la concejala socialista Ana Vaquero exigió un centro de salud de atención primaria en la zona de Los Lirios después de que los 2.500 vecinos tuvieran que ir al centro de salud Joaquín Elizalde, en el barrio de San Millán.